# Flaschenorgel
Eine Flaschenorgel ist ein Blasinstrument, dessen Töne durch abwechselndes Anblasen der Öffnungen von unterschiedlich gefüllten Flaschen nach dem akustischen Prinzip einer Gefäßflöte erzeugt werden.
Die bekannteste Flaschenorgel ist die von Johann Samuel Kühlewein aus Eisleben von 1798. Sie befindet sich heute im City Museum in Liverpool. Ausführlich beschrieben wurde sie 1914, damals in Leipzig in Privatbesitz. Das Instrument hätte vorher viele Jahrzehnte in Hildesheim gestanden. 1928 wird sie als Teil einer Sammlung der Orgelbaufirma Rushworth & Dreaper in Liverpool beschrieben, jetzt mit dem Hinweis, dass die Orgel für Helgoland gebaut worden sei, was aber in der gut erforschten Geschichte Helgolands nicht bestätigt werden kann.
Noch 1838 wurde das Fehlen einer Orgel in der Helgoländer Kirche als Zeichen der Freiheit gedeutet. Die erste Orgel wurde 1844 in der Inselkirche gebaut.
In Illinois, USA, kam 1998 bei der Firma Peterson Electro-Musical Products, Inc. anlässlich des 50-jährigen Bestehens der Firma der Orgelbauer Gary Rickert auf die Idee, eine Orgel aus Bierflaschen zu bauen. Zusammen mit Joe Farmer und Bill Bernahl wurde das Gerät entworfen und konstruiert. Dazu wurde der Helgolandbezug weiter ausgedichtet:
Auf der Insel Helgoland verstimmte sich die Orgel der Inselkirche aufgrund der Witterung ständig. Ein Orgelstimmer musste deswegen vom Festland auf die Insel fahren, was für die Kirchengemeinde hohe Kosten verursachte. Der Instrumentenbauer wurde damit beauftragt, ein Instrument zu entwerfen, welches nicht so leicht verstimmt. Er verwendete fast 100 Glasflaschen anstelle von Pfeifen aus Holz oder Metall. Gestimmt wurde die Orgel mit Siegelwachs.
Auf den Abbildungen der Flaschenorgel erscheint sie nicht als Kircheninstrument, sondern eher wie ein zeitgenössisches Klavier. In Hildesheim stand sie im 19. Jahrhundert in einem Privathaushalt.